# Zhuoyang
Zhuoyang är en socken i sydöstra Kina. Den ligger i Gutian härad i staden Ningde i provinsen Fujian, omkring 68 kilometer nordväst om provinshuvudstaden Fuzhou. Zhuoyang ligger 644 meter över havet och antalet invånare är 9 862. Befolkningen består av 4 611 kvinnor och 5 251 män. Barn under 15 år utgör 12,0 %, vuxna 15-64 år 73 %, och äldre över 65 år 13,0 %.